# Beba Loncar
Pour les articles homonymes, voir Beba et Lončar.
Beba Loncar (serbe : Беба Лончар), née Desanka Lončar (serbe : Десанка Лончар) le 28 avril 1943 à Belgrade (Occupation allemande en Serbie), est une actrice yougoslave puis serbe.
Connue pour sa carrière cinématographique dans les années 1960 et 1970, elle est d'abord devenue une vedette en Yougoslavie, son pays d'origine, avant de s'installer en Italie où elle a connu un succès considérable, autant au cinéma qu'en télévision. Elle y joue notamment dans Ces messieurs dames de Pietro Germi qui remporte la Palme d'or au Festival de Cannes 1966. Elle se fait connaître en France en 1965, en jouant le rôle d'Ursula, l'auto-stoppeuse naturiste allemande prise en stop par Bourvil dans Le Corniaud de Gérard Oury, ainsi qu'en 1967 dans le drame Fruits amers de Jacqueline Audry, aux côtés d'Emmanuelle Riva et Laurent Terzieff.

## Biographie
Ayant grandi dans le quartier de Dorćol à Belgrade, Lončar commence très tôt ses activités artistiques. Dès la fin des années 1950, elle a l'occasion de s'exprimer devant la caméra dans des émissions pour enfants et pour jeunes sur la toute nouvelle chaîne Télévision Belgrade (sr) (serbe : Телевизија Београд), produite par la Jugoslovenska Radio-Televizija.

### Carrière dans le cinéma yougoslave
Elle étudie la comédie sous la tutelle de la réalisatrice Soja Jovanović, qui la fait tourner pour la première fois au cinéma - un petit rôle non crédité dans Diližansa snova (sh), en 1960.

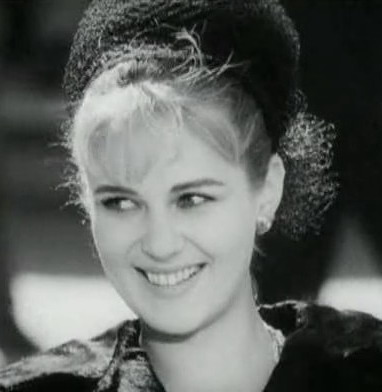
Beba Loncar, dans Ces messieurs dames (1966).

Lončar commence ensuite à jouer aux côtés d'un autre couple de débutants — Boris Dvornik, vingt ans, et Dušica Žegarac (sh), quinze ans — dans L'Enfer nazi de France Štiglic, un film consacré à l'Holocauste, dans lequel Ruth, une jeune juive, est destinée à un camp de concentration malgré tous les efforts d'une famille de Zagreb pour l'éviter. Produit par Jadran film, L'Enfer nazi sort à la fin du mois d'avril 1960 et reçoit de bonnes critiques. Bien que le rôle principal de Ruth ait été attribué à une autre actrice adolescente en devenir, Dušica Žegarac (sh), l'interprétation de Magda par Lončar a également été très bien accueillie. Le film est sélectionné pour en compétition au Festival de Cannes 1960 en mai, et Lončar et Žegarac, toutes deux encore lycéennes, goûtent pour la première fois aux paillettes et au glamour en s'affichant dans tout le festival. Plusieurs mois plus tard, en août, le film remporte la Grande Arène d'or au Festival du film de Pula 1960, en plus de devenir la sélection officielle de Yougoslavie en vue de l'Oscar du meilleur film en langue étrangère à la 33e cérémonie des Oscars d'avril 1961).
Plus tard dans l'année, à l'automne, sort Ljubav i moda (sh), qui crée une sensation telle qu'on n'en avait jamais vue dans le pays jusqu'alors. L'adolescente Lončar se fait doubler dans le film par l'actrice Olga Stanisavljević (sh), âgée de vingt-neuf ans. Soutenu par une bande originale pop qui acquiert sa propre popularité grâce au titre Devojko mala chanté par Vlastimir Đuza Stojiljković (sh), ce film plutôt osé pour adolescents devient un succès commercial dans la Yougoslavie communiste. Portant cette comédie désinvolte aux côtés de Dušan Bulajić (sh) ainsi que des vedettes confirmées du cinéma yougoslave Miodrag Petrović Čkalja ou Mija Aleksić, la beauté et le charme de Lončar laissent une impression sur le grand public qui ouvre la voie à sa carrière cinématographique.
Avec seulement deux films à son actif, à la fin de l'année 1960, le profil cinématographique de Lončar, âgée de dix-sept ans, s'est élevé au-delà de toute attente. Elle obtient ensuite le rôle principal dans le premier film d'Aleksandar Petrović — le drame romantique Elle et lui produit par Avala Film — aux côtés de Miha Baloh (sh) et Miloš Žutić (sh). Dans le rôle de Jovana Zrnić, une jeune fille de Belgrade au flirt mystérieux, elle reçoit une fois de plus de nombreuses réactions positives de la part de la presse. Le film sort à la fin du mois de juillet 1961 et, l'année suivante, il est sélectionné pour en compétition à Cannes. Bien qu'il n'ait pas connu le même succès que L'Enfer nazi dans le circuit des festivals, Elle et lui reçoit de très bonnes critiques pour son approche novatrice, qui a apporté une bouffée d'air frais au cinéma yougoslave qui, jusqu'alors, avait surtout réalisé des films de genre à la structure et à la narration très spécifiques et rigides. Le film a également marqué la première fois que Lončar est officiellement créditée sous son nom de scène « Beba » plutôt que son vrai prénom, une pratique qui se poursuivra pendant le reste de sa carrière.
Déjà véritable vedette du cinéma en Yougoslavie et sex-symbol dans tout le pays, Lončar commence à obtenir des rôles dans des coproductions d'Avala Film avec des sociétés de production étrangères tournées en Yougoslavie. Franz Antel lui confie le rôle secondaire d'Afra dans le film autrichien Le Bandit et la Princesse, marquant ainsi sa première participation à un film étranger. Après quelques autres films yougoslaves où elle tient des rôles notables — la comédie Dr de Soja Jovanović d'après le roman éponyme de Branislav Nušić et Zemljaci (sh) de Zdravko Randić (sr) —, Lončar tient un second rôle dans la coproduction britannico-yougoslave d'aventures à gros budget Les Drakkars, réalisée par Jack Cardiff et mettant en vedette Richard Widmark, Sidney Poitier, Russ Tamblyn et Rosanna Schiaffino, entièrement tournée en Yougoslavie. Elle aurait obtenu le rôle de Gerda après qu'une autre actrice qui avait déjà été choisie pour le rôle ait brusquement quitté le plateau. Forcé de se démener, Cardiff a cherché une remplaçante locale et a fini par engager la blonde Lončar dont les traits physiques correspondaient aux exigences du rôle d'une femme viking.
Une autre production étrangère en Yougoslavie à laquelle Lončar participe est le western musical Freddy et le chant de la prairie (it) (1964), financé par l'Allemagne de l'Ouest et réalisé par l'Américain Sobey Martin, avec la jeune actrice dans le rôle principal féminin face au chanteur-acteur autrichien Freddy Quinn. Elle tourne la même année en Yougoslavie le drame situé en Amérique du Sud Fruits amers des sœurs françaises Colette et Jacqueline Audry, aux côtés d'Emmanuelle Riva et Laurent Terzieff. Entre-temps, elle joue également aux côtés de Milena Dravić (une autre jeune actrice de Belgrade dont le parcours ressemble à celui de Lončar) ainsi que de Ljubiša Samardžić, Boris Dvornik et Milutin Mićović (sh) dans une comédie estivale romantique pour la jeunesse, Lito vilovito (sh), qui met en scène des garçons locaux du littoral dalmate séduisant de jeunes touristes.

### Poursuite de carrière à Cinecittà
« Filmske ekipe iz celog sveta dolazile su u Jugoslaviju da rade zbog kaskadera i odličnih uslova za rad. Ali, kada je reč o inostranim ulogama i honorarima, naši glumci su ostali u B ligi. Ipak, Bekim Fehmiju i ja uspeli smo da dobijemo značajnije uloge u inostranstvu. Iako ne želim da budem pretenciozna, činjenica je da smo od početka šezdesetih do osamdesetih godina uspeli da napravimo pristojne evropske karijere »
— Beba Loncar

« Des équipes de tournage du monde entier venaient en Yougoslavie en raison des cascadeurs et des bonnes conditions de travail. Cependant, lorsqu'il s'agissait de rôles et de salaires dans ces productions, les acteurs yougoslaves étaient relégués au second plan. Malgré tout, Bekim Fehmiu et moi-même avons réussi à décrocher quelques rôles notables à l'étranger. Je ne voudrais pas paraître prétentieuse, mais c'est un fait qu'entre le début des années 1960 et les années 1980, nous avons tous les deux réussi à faire une carrière européenne décente. »

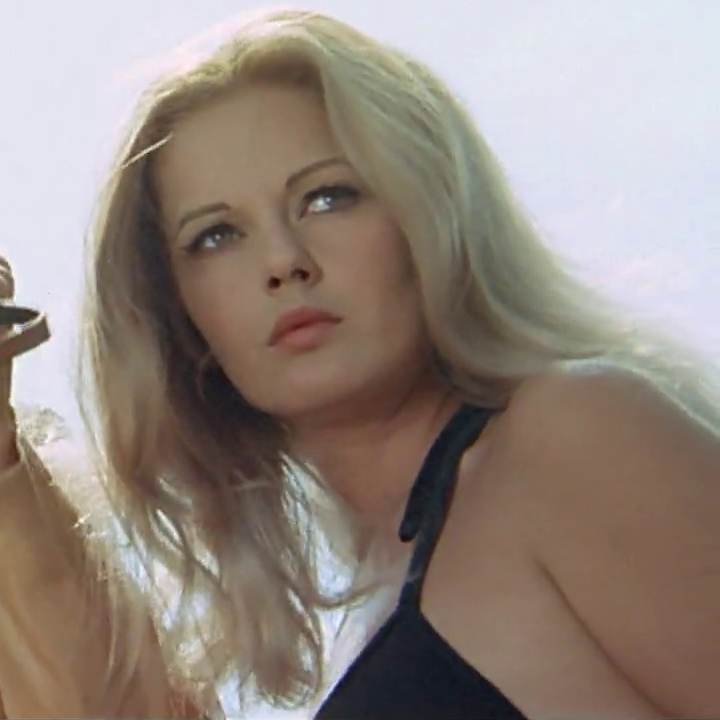
Beba Loncar dans Les Allumeuses (1969).

En 1964, appelée par Mauro Bolognini, elle apparaît dans La Femme, quelle chose merveilleuse !, un film présenté à la Mostra de Venise. La même année, la jeune actrice yougoslave travaille en France, en Yougoslavie, en Allemagne de l'Ouest et en Italie. En 1966, le réalisateur Pietro Germi lui offre le premier rôle important de sa jeune carrière dans Ces messieurs dames, une description féroce d'une province hypocrite et respectable, Palme d'or du Festival de Cannes 1966. Par la suite, laissant de côté sa carrière de films d'auteur, elle participe à des films de genre tels que Le Massacre de la Forêt-Noire, Opération Re Mida ou Trahison à Stockholm.
En 1969, elle joue un second rôle dans Cœur de mère de Salvatore Samperi. En 1970, Mario Monicelli la fait tourner dans Brancaleone s'en va-t-aux croisades, dans le rôle de la princesse Berta d'Avignone, une fausse lépreuse en route pour la Terre sainte. Elle joue ensuite dans le film La Fille à la peau de lune, qui propulse Zeudi Araya au firmament des vedettes, et joue dans des films du genre decamerotico comme Si mes nuits d'amour vous étaient contées (1972).
Dans les années 1970, Beba Loncar participe à deux séries de l'émission publicitaire télévisée Carosello : en 1972 pour le savon Camay de Procter & Gamble et en 1976 pour la liqueur aux œufs Vov (it) de Sili, mais c'est en 1974 qu'elle devient un visage populaire, en jouant la petite amie du personnage principal (Giancarlo Zanetti (it)) dans le feuilleton Ho incontrato un'ombra (it), réalisé par Daniele D'Anza et diffusé sur la Rai. Sa popularité lui permet d'apparaître souvent à la télévision, à la fois comme invitée et comme animatrice de divers programmes. La même année, elle apparaît dans le deuxième épisode de l'émission de variétés Sabato sera dalle nove alle dieci aux côtés de Gigi Proietti, parodiant le feuilleton Jekyll (it), réalisé et interprété par Giorgio Albertazzi en 1969.
En 1978, elle enregistre un disque, le 45-tours ...Dentro... (it), une chanson aux vagues clins d'œil érotiques dans laquelle elle ne chante pas mais joue sur une base musicale composée par Enrico Riccardi (it), un texte écrit pour elle par Luigi Albertelli (it). La même année, elle participe à l'émission télévisée animée par Lando Buzzanca Settimo anno dans un épisode joué sur un malentendu. Sa carrière cinématographique ralentit et s'achève en 1983 après la naissance de son fils. Son dernier film est La villa delle anime maledette (1982), un film d'épouvante de Carlo Ausino.

### Vie privée
Lončar était mariée à l'homme d'affaires et mondain croate Josip Radeljak, dit « Dikan ». Ils se sont rencontrés à Split dans les années 1970 et ont eu un fils, Leo, en 1982. Après avoir accouché pour la première fois à l'âge de 39 ans, Lončar a décidé de mettre fin à sa carrière cinématographique. Vers la fin des années 1980 le couple se sépare, Radeljak quittant Lončar pour la jeune actrice Ena Begović (sh). À la suite d'une âpre bataille judiciaire, leur divorce est acté en 1994, Radeljak obtenant la garde de leur fils unique.
Durant l'été 2000, Lončar commence à vivre avec le skieur serbe Stevan Marinković Knićanin qu'elle finit par épouser. À la fin de l'année 2000, elle a quitté Rome pour revenir à Belgrade, sa ville natale, où elle vit depuis. Bien qu'elle n'ait pas joué depuis près de 30 ans, Lončar est toujours très sollicitée par les médias serbes et de l'ex-Yougoslavie. Cependant, elle mène une vie très calme et discrète et fait rarement des apparitions dans les médias. Sa dernière a eu lieu pour le 50e anniversaire de la sortie de Ljubav i moda (sh) au cours du mois de juin 2010.

## Filmographie

### Actrice de cinéma
- 1960 : L'Enfer nazi (Deveti krug) de France Štiglic
- 1960 : Ljubav i moda (sh) de Ljubomir Radičević
- 1961 : Elle et lui (Dvoje) d'Aleksandar Petrovic
- 1962 : Medaljon sa tri srca (sh), de Vladan Slijepčević, segment Prica2
- 1962 : Dr de Soja Jovanović
- 1962 : Le Bandit et la Princesse (...und ewig knallen die Räuber) de Franz Antel
- 1963 : Zemljaci (sh) de Zdravko Randić (sr)
- 1964 : Les Drakkars (The Long Ships) de Jack Cardiff
- 1964 : La Femme, quelle chose merveilleuse ! (La donna è una cosa meravigliosa) de Mauro Bolognini
- 1964 : Un gynécologue accuse (de) (Ein Frauenarzt klagt an) de Falk Harnack
- 1964 : Freddy et le chant de la prairie (it) de Sobey Martin
- 1964 : Lito vilovito (sh) d'Obrad Gluscevic
- 1965 : L'Amant paresseux (Il morbidone) de Massimo Franciosa : Laura
- 1965 : Casanova 70 de Mario Monicelli : La fille dans le musée
- 1965 : Casanova à l'italienne (Letti sbagliati) de Steno, segment Quel porco di Maurizio : Enrichetta Cordelli
- 1965 : Slalom de Luciano Salce
- 1965 : Le Corniaud de Gérard Oury : Ursula l'auto-stoppeuse
- 1965 : La Célestine (La Celestina P... R...) de Carlo Lizzani
- 1966 : Un témoin à supprimer (en) (The Boy Cried Murder) de George Breakston
- 1966 : Ces messieurs dames (Signore & signori) de Pietro Germi
- 1966 : L'Ombre des aigles (it) (All'ombra delle aquile) de Ferdinando Baldi
- 1967 : Le Massacre de la Forêt-Noire (Hermann der Cherusker - Die Schlacht im Teutoburger Wald) de Ferdinando Baldi
- 1967 : Fruits amers de Jacqueline Audry
- 1967 : Opération Re Mida (Lucky, el intrépido) de Jesús Franco
- 1967 : Furie au Missouri (I giorni della violenza) d'Alfonso Brescia
- 1967 : Soledad de Mario Camus
- 1968 : Ce salaud d'inspecteur Sturlingh (Quella carogna dell'ispettore Sterling) d'Emilio Miraglia
- 1968 : Et si on faisait l'amour ? (Scusi, facciamo l'amore?) de Vittorio Caprioli
- 1968 : Trahison à Stockholm (Rapporto Fuller, base Stoccolma) de Sergio Grieco
- 1969 : Dieu pardonne, elles jamais ! (Some Girls Do) de Ralph Thomas
- 1969 : Tu mourras dans ton cercueil (Sharon vestida de rojo) de Germán Lorente
- 1969 : Cœur de mère (Cuore di mamma) de Salvatore Samperi
- 1969 : Les Allumeuses (Interrabang) de Giuliano Biagetti
- 1970 : Cerca di capirmi (it) de Mariano Laurenti
- 1970 : Brancaleone s'en va-t-aux croisades (Brancaleone alle crociate) de Mario Monicelli : la princesse Berthe
- 1972 : La Fille à la peau de lune (La ragazza dalla pelle di luna) de Luigi Scattini.
- 1972 : Un cas parfait de stratégie criminelle (Terza ipotesi su un caso di perfetta strategia criminale) de Giuseppe Vari : Olga
- 1972 : Si mes nuits d'amour vous étaient contées (Decameron nº 3 - Le più belle donne del Boccaccio) d'Italo Alfaro : Madonna Lydia
- 1976 : La Merde (Perché si uccidono) de Mauro Macario : l'ex-femme de Luca
- 1976 : La polizia ordina: sparate a vista (it) de Giulio Giuseppe Negri (it) et Yilmaz Atadeniz
- 1976 : Ragazzo di borgata (it) de Giulio Paradisi
- 1977 : Tremblements de chair de Jean-Marie Pallardy
- 1977 : Quella strana voglia d'amare (it) de Mario Imperoli
- 1977 : Gli uccisori de Fabrizio Taglioni (it)
- 1979 : Pakleni otok (sh) de Vladimir Tadej
- 1979 : Drugarčine (sh) de Mića Milošević
- 1980 : Les Séducteurs (I seduttori della domenica), sketch « Le carnet d'Armando » de Dino Risi
- 1982 : La villa delle anime maledette de Carlo Ausino

### Actrice de télévision
- 1962 : Mandragola de Jovan Konjovic (téléfilm)
- 1966 : The Man Who Never Was (série télévisée, épisode 1X04)
- 1972 : Les Évasions célèbres (série télévisée, épisode L'Évasion de Casanova) : M. M.
- 1973 : Madigan (série télévisée, épisode 1X05)
- 1973 : Sabato sera dalle nove alle dieci (it) d'Ugo Gregoretti
- 1974 : Ho incontrato un'ombra (it) (série télévisée, 4 épisodes) de Daniele D'Anza
- 1977 : Il superspia (série télévisée) d'Eros Macchi